# Jim Herrick
Jim Herrick (* 1944) ist ein britischer Schriftsteller und Herausgeber. Sein Themengebiet hat seinen Schwerpunkt im Humanismus und der Säkularisierung.

## Leben
Herrick studierte Geschichte und englische Literatur am Trinity College der University of Cambridge, bevor er zunächst als Lehrer arbeitete. Seither ist er Schriftsteller und Herausgeber humanistischer Werke. So ist er Leiter der Rationalist Press Association und langjähriger Herausgeber der Zeitschrift New Humanist sowie von International Humanist News der Internationalen Humanistischen und Ethischen Union. Er gab ebenfalls The Freethinker heraus. Er ist Gründungsmitglied der Gay and Lesbian Humanist Association sowie Vizepräsident der National Secular Society. 

## Werk (Auswahl)
- Humanism: An Introduction (2003), ISBN 0-301-00301-7 und (2005), ISBN 1-59102-239-8
- Humanist Anthology: From Confucius to David Attenborough (1995), ISBN 0-301-94001-0
- Against the Faith: Some Deists, Skeptics and Atheists (1985), ISBN 0-906681-09-X und (1994), ISBN 0-87975-288-2
- Vision and Realism: A Hundred Years of The Freethinker (1982), ISBN 0-9508243-0-5

| Personendaten    | Personendaten                             |
| ---------------- | ----------------------------------------- |
| NAME             | Herrick, Jim                              |
| KURZBESCHREIBUNG | britischer Schriftsteller und Herausgeber |
| GEBURTSDATUM     | 1944                                      |